# NEVER Openweight 6-Man Tag Team Championship
Le NEVER Openweight 6-Man Tag Team Championship (que l'on peut traduire par championnat NEVER toutes catégories par équipes de trois)  est un championnat de catch (lutte professionnel) utilisé par la New Japan Pro Wrestling (NJPW). Il a été créé en décembre 2015 avec Toru Yano et The Briscoe Brothers (Jay Briscoe et Mark Briscoe) battent Bullet Club (Yujiro Takahashi, Bad Luck Fale et Tama Tonga) pour devenir les premiers champions lors de Wrestle Kingdom 10.

## Histoire du titre
En 2010, la New Japan Pro Wrestling décide de créer une série de spectacles de catch appelés NEVER, qui est l'acronyme de New blood Evolution Valiantly Eternal Radical. Cette division a pour objectif de mettre en valeur de jeunes catcheurs. Le 21 décembre 2015, la fédération présente le NEVER Openweight Six Man Tag Team Championship comme étant la septième ceinture de la fédération, et la seule à être destinée pour les équipes de trois. Lors de Wrestle Kingdom 10, le 4 janvier 2016, Toru Yano et les Briscoe Brothers deviennent les premiers champions 

## Historique des règnes
| #  | Équipe                                                                 | Règne | Date              | Jours     | Lieu             | Événement                         | Défenses | Notes |
| -- | ---------------------------------------------------------------------- | ----- | ----------------- | --------- | ---------------- | --------------------------------- | -------- | --- |
| 1  | Toru Yano et The Briscoe Brothers (Jay Briscoe et Mark Briscoe)        | 1     | 4 janvier 2016    | 38        | Tokyo, Kantō     | Wrestle Kingdom 10                | 1        | En battant le Bullet Club (Yujiro Takahashi, Bad Luck Fale et Tama Tonga) pour devenir les premiers champions lors de Wrestle Kingdom 10.            |
| 2  | Bullet Club (Yujiro Takahashi, Bad Luck Fale et Tama Tonga)            | 1     | 11 février 2016   | 3         | Osaka, Kansai    | The New Beginning in Osaka 2016   | 0        | [ 4 ] |
| 3  | Toru Yano et The Briscoe Brothers (Jay Briscoe et Mark Briscoe)        | 2     | 14 février 2016   | 6         | Nagaoka, Niigata | The New Beginning in Niigata 2016 | 0        | [ 5 ] |
| 4  | Bullet Club (Kenny Omega, Matt Jackson et Nick Jackson)                | 1     | 20 février 2016   | 50        | Tokyo, Japon     | Honor Rising 2016                 | 2        | [ 6 ] |
| 5  | Hiroshi Tanahashi, Michael Elgin et Yoshitatsu                         | 1     | 10 avril 2016     | 23 jours  | Tokyo, Japon     | Invasion Attack 2016              | 1        | [ 7 ] |
| 6  | The Elite (Kenny Omega, Matt Jackson et Nick Jackson)                  | 2     | 3 mai 2016        | 61 jours  | Fukuoka, Japon   | Wrestling Dontaku 2016            | 0        | [ 8 ] |
| 7  | Matt Sydal, Ricochet et Satoshi Kojima                                 | 1     | 3 juillet 2016    | 84 jours  | Takizawa, Japon  | Kizuna Road 2016                  | 0        | [ 9 ] |
| ー | Vacant                                                                 | 1     | 25 septembre 2016 | ー        | ー               | ー                                | ー       | Le titre est devenu vacant en raison d'un problème de transport de Matt Sydal.                                                                       |
| 8  | David Finlay, Ricochet (2) et Satoshi Kojima (2)                       | 1     | 25 septembre 2016 | 101 jours | Kobe, Japon      | Destrucion in Kobe                | 1        | En battant Adam Cole et The Young Bucks. |
| 9  | Los Ingobernables de Japon (Bushi, Evil et Sanada)                     | 1     | 4 janvier 2017    | 1 jour    | Tokyo, Japon     | Wrestle Kingdom 11                | 0        | C'était un Gauntlet Match incluant aussi Bullet Club (Bad Luck Fale, Hangman Page et Yujiro Takahashi) et CHAOS (Jado, Will Ospreay et Yoshi-Hashi). |
| 10 | Hiroshi Tanahashi (2), Manabu Nakanishi et Ryusuke Taguchi             | 1     | 5 janvier 2017    | 37 jours  | Tokyo, Japon     | New Year Dash                     | 1        | |
| 11 | Los Ingobernables de Japon (Bushi, Evil et Sanada)                     | 2     | 11 février 2017   | 52 jours  | Osaka, Kansai    | The New Beginning in Osaka 2017   | 1        | |
| 12 | Hiroshi Tanahashi (3), Ricochet (3) et Ryusuke Taguchi                 | 1     | 4 avril 2017      | 29 jours  | Tokyo, Japon     | Road to Sakura Genesis 2017       | 0        | |
| 13 | Los Ingobernables de Japon (Bushi, Evil et Sanada)                     | 3     | 3 mai 2017        | 228       | Fukuoka, Japon   | Wrestling Dontaku 2017            |          | |
| 14 | Bullet Club (Bad Luck Fale(2),Tama Tonga(2),Tonga Loa(1) )             | 1     | 17 décembre 2017  | 18        | Tokyo, Japon     | Route vers Tokyo Dome             | 0        | |
| 15 | Chaos (Baretta,Tomohiro Ishii et Toru Yano(3))                         | 1     | 4 janvier 2018    | 1         | Tokyo, Japon     | Wrestle Kingdom 12                | 0        | |
| 16 | Bullet Club (Bad Luck Fale(3),Tama Tonga(3),Tonga Loa(2))              | 2     | 5 janvier 2018    | 118       | Tokyo, Japon     | Dash du Nouvel An !!              | 3        | |
| 17 | Bullet Club (Matt Jackson(3) et Nick Jackson(3),Marty Scurll)          |       | 4 mai 2018        | 101       | Fukuoka          | Wrestling to Dontaku              | 0        | |
| 18 | Bullet Club OG (Taiji Ishimori, Tama Tonga(4) & Tanga Loa(3))          | 1     | 12 août 2018      | 171       | Tokyo            | G1 Climax 28                      | 2        | |
| 19 | Taguchi Japan (Ryusuke Taguchi (3),Togi Makabe (1) et Toru Yano (4))   | 1     | 30 janvier 2019   | 340       | Miyagi           | Road to the New Beginning - Day 4 | 0        | |
| 20 | Los Ingobernables de Japon (Bushi (4), Evil (4) et Shingo Takagi)      | 1     | 5 janvier 2020    | 189       | Tokyo            | Wrestle Kingdom 14 (2e jour)      | 2        | |
| ー | Vacant                                                                 | ー    | 31 juillet 2020   | ー        | ー               | ー                                | ー       | Rendu vacant à la suite du départ d'Evil du clan. |
| 21 | Chaos (Hirooki Gotō, Tomohiro Ishii (2) et Yoshi-Hashi)                | 1     | 9 août 2020       | 454       | Tokyo            | Summer Struggle 2020              | 9        | [ 11 ] |
| 22 | House Of Torture (Evil (5), Sho et Yujiro Takahashi (2))               | 1     | 6 novembre 2021   | 241       | Osaka            | Power Struggle                    | 4        | [ 12 ] |
| 23 | Chaos (Hirooki Gotō (2), Yoh et Yoshi-Hashi (2))                       | 1     | 5 juillet 2022    | 80        | Tokyo            | New Japan Road                    | 0        | [ 13 ] |
| 24 | House Of Torture (Evil (6), Sho et Yujiro Takahashi (3))               | 2     | 23 septembre 2022 | 141       | Takamatsu        | New Japan Burning Spirit          | 1        | [ 14 ] |
| 25 | Strong Style (Ren Narita, Minoru Suzuki et El Desperado)               | 1     | 11 février 2023   | 81        | Osaka            | The New Beginning in Osaka        | 1        | [ 15 ] |
| 26 | Hiroshi Tanahashi (4) et Chaos (Tomohiro Ishii (3) et Kazuchika Okada) | 1     | 3 mai 2023        | 266       | Fukuoka          | Wrestling Dontaku                 | 0        | [ 16 ] |
| ー | Vacant                                                                 | ー    | 24 janvier 2024   | ー        | ー               | ー                                | ー       | Rendu vacant à la suite du départ d'Okada de la NJPW.                                                                                                |
| 27 | Toru Yano (5), Oleg Boltin (en) et Hiroshi Tanahashi (5)               | 1     | 14 avril 2024     | 56        | Taipei           | Wrestling World 2024 in Taiwan    | 1        | [ 18 ] |
| 28 | Los Ingobernables de Japon (Yota Tsuji, Bushi (5) et Hiromu Takahashi) | 1     | 9 juin 2024       | 7         | Osaka            | Dominion 6.9                      | 0        | [ 19 ] |
| 29 | Toru Yano (6), Oleg Boltin (en) et Hiroshi Tanahashi (6)               | 2     | 16 juin 2024      | 228       | Sapporo          | New Japan Soul 2024               | 2        | [ 20 ] |
| 30 | House Of Torture (Ren Narita (2), Sho (3) et Yujiro Takahashi (4))     | 1     | 30 janvier 2025   | 73+       | Sendai           | Road to the New Beginning 2025    | 0        | [ 21 ] |

## Règnes combinés

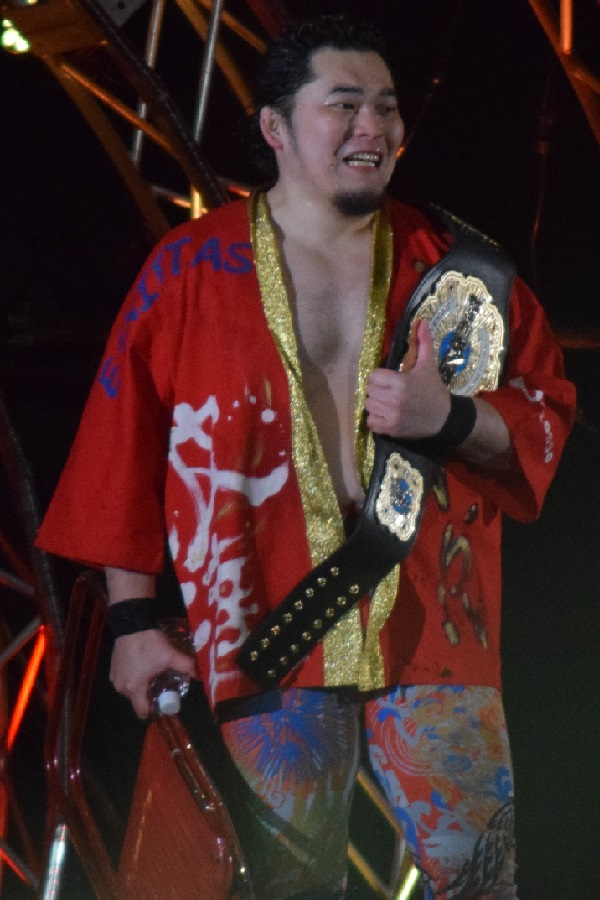
Toru Yano en tant que NEVER Openweight 6-Man Tag Team Champion en Février 2016

### En équipe
| Rang | Equipe                                                                | Règnes | Défenses | Jours |
| ---- | --------------------------------------------------------------------- | ------ | -------- | ----- |
| 1    | Chaos (Hirooki Gotō, Tomohiro Ishii et Yoshi-Hashi)                   | 1      | 9        | 454   |
| 2    | House Of Torture (Evil, Sho et Yujiro Takahashi)                      | 2      | 5        | 382   |
| 3    | Ryusuke Taguchi, Togi Makabe et Toru Yano                             | 1      | 4        | 340   |
| 4    | Toru Yano, Oleg Boltin (en) et Hiroshi Tanahashi                      | 2      | 3        | 284   |
| 5    | Los Ingobernables de Japon (Bushi, Evil et Sanada)                    | 3      | 4        | 281   |
| 6    | Hiroshi Tanahashi et Chaos (Tomohiro Ishii et Kazuchika Okada)        | 1      | 8        | 266   |
| 7    | Los Ingobernables de Japon (Bushi, Evil et Shingo Takagi)             | 1      | 2        | 208   |
| 8    | Bullet Club (Tama Tonga, Tanga Loa et Taiji Ishimori)                 | 1      | 2        | 171   |
| 9    | Bullet Club (Bad Luck Fale, Tama Tonga et Tanga Loa)                  | 2      | 3        | 136   |
| 10   | The Elite (Kenny Omega, Matt Jackson et Nick Jackson)                 | 2      | 2        | 111   |
| 11   | Super Villains (Marty Scurll, Matt Jackson et Nick Jackson)           | 1      | 0        | 101   |
| 11   | David Finlay, Ricochet et Satoshi Kojima                              | 1      | 1        | 101   |
| 13   | Matt Sydal, Ricochet et Satoshi Kojima                                | 1      | 0        | 84    |
| 14   | Strong Style (Ren Narita, Minoru Suzuki et El Desperado)              | 1      | 1        | 81    |
| 15   | Chaos (Hirooki Gotō, Yoh et Yoshi-Hashi)                              | 1      | 0        | 80    |
| 16   | Chaos (Jay Briscoe, Mark Briscoe et Toru Yano)                        | 2      | 1        | 44    |
| 17   | Taguchi Japan (Hiroshi Tanahashi, Manabu Nakanishi & Ryusuke Taguchi) | 1      | 0        | 37    |
| 18   | Taguchi Japan (Hiroshi Tanahashi, Ricochet et Ryusuke Taguchi)        | 1      | 0        | 29    |
| 19   | Hiroshi Tanahashi, Michael Elgin et Yoshitatsu                        | 1      | 1        | 23    |
| 20   | Los Ingobernables de Japon (Yota Tsuji, Bushi et Hiromu Takahashi)    | 1      | 0        | 7     |
| 21   | House of Torture (Ren Narita, Sho et Yujiro Takahashi)                | 1      | 0        | 73+   |
| 22   | Bullet Club (Bad Luck Fale, Tama Tonga et Yujiro Takahashi)           | 1      | 0        | 3     |
| 23   | Chaos (Beretta, Tomohiro Ishii et Toru Yano)                          | 1      | 0        | 1     |